# Black Liberation Army
La Black Liberation Army o Ejército Negro de Liberación fue una organización marxista con tendencia al nacionalismo negro que operó en los EE. UU. desde 1971 a 1981. Estuvo compuesta mayoritariamente de exmiembros de las Panteras Negras y seguía la línea de la lucha armada. Para este fin realizaron una serie de atentados con bombas, asesinatos, robos y fugas de prisiones.
En gran parte se creó como reacción a la persecución e infiltración de las Panteras Negras por parte del FBI y su programa COINTELPRO. Otros ex panteras negras se quejaban de cierto reformismo, en la línea de las Panteras Negras. El fin de la organización se dio después de varios arrestos y muertes en combate. Por otro lado, se dieron los casos de exilio como el de Assata Shakur quien se encuentra, hasta hoy, asilada en Cuba. Otros miembros famosos son Ashanti Alston y Kuwesi Balagoon, los cuales después de la desaparición de la organización se alinearon dentro del anarquismo. Balagoon murió en 1986 por causas relacionadas con el sida. Alston hoy en día trabaja en organizaciones comunitarias y da charlas sobre el tema del anarquismo negro.